# صفرآباد (کوهدشت)
صفرآباد (کوهدشت)، روستایی از توابع بخش کوهنانی شهرستان کوهدشت در استان لرستان ایران است.

## جمعیت
این روستا در دهستان کوهنانی قرار دارد و براساس سرشماری مرکز آمار ایران در سال ۱۳۸۵، جمعیت آن ۱۶۶ نفر (۳۵خانوار) بوده‌است.